# Sant Quir
Sant Quir és una muntanya de 1.790,3 metres d'altitud del municipi de Soriguera, a la comarca del Pallars Sobirà. Pertany al territori del municipi extint de Soriguera. És a la zona sud-oriental del terme de Soriguera, a ponent del poble de Freixa. És a l'extrem de ponent de la Serra de Freixa i al del nord-est de la Serra Alta, al nord-oest de la Roca de Verdàs i al sud-est de l'Altar de les Bruixes. En el seu vessant nord s'estén el Bosquet de Dalt. És damunt del límit meridional del Parc Natural de l'Alt Pirineu.